# 伊蒙
伊蒙（法語：Hymont，法語發音：[imɔ̃] ⓘ）是法国大東部大區孚日省的一个市镇，属于讷沙托区。

## 地理
伊蒙（48°15'57"N, 6°8'30"E）面积4.17 平方千米，位于法国大東部大區孚日省，该省份为法国东北部内陆省份，北起默兹省和默尔特-摩泽尔省，西接上马恩省，南至上索恩省和贝尔福地区省，东临上莱茵省和下莱茵省。
与伊蒙接壤的市镇（或旧市镇、城区）包括：巴祖瓦耶和梅尼勒、马坦库尔、瓦勒鲁瓦欧索勒、沃洛特和塔蒂涅库尔。

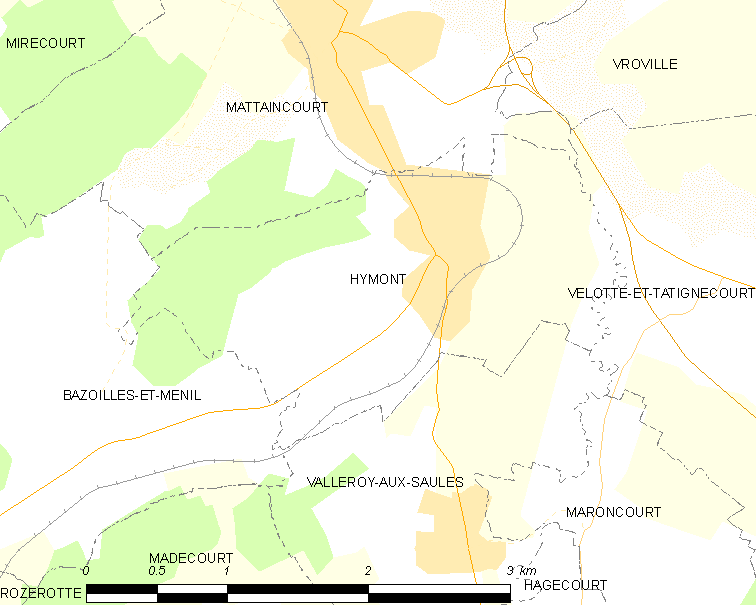
伊蒙的OSM定位图

伊蒙的时区为UTC+01:00、UTC+02:00（夏令时）。

## 行政
伊蒙的邮政编码为88500，INSEE市镇编码为88246。

## 政治
伊蒙所属的省级选区为米尔库尔县。

## 人口

1962-2008年间伊蒙人口变化图示

伊蒙于2022年1月1日时的人口数量为488人。